# Slyne-with-Hest
 (avril 2023).
Slyne-with-Hest est une paroisse civile du Lancashire, en Angleterre.